# E-Doley
 (septembre 2018).
e-Doley Finance est une société africaine créée en 2011 par Ernest Tewelyo. Spécialisée dans les services financiers dans le change, le transfert de fonds, la monnaie électronique. En 2013, elle a lancé "e-Doley Cash" qui conçoit des solutions d’inclusion financières digitales clés en mains dans le domaine du mobile banking.

## Histoire
e-Doley est un nom original, une marque protégée, entre dialecte local et langage financier international, traduisant la notion d’argent. 
Tel qu'écrit, "e-Doley Finance", le « e » du commerce électronique, pour symboliser la démarche vers les nouvelles technologies de paiement ; le « Doley » pour rappel de l’argent en langue O'myènè du Gabon, ou force dans d’autres langues d'Afrique comme le wolof… le vocable sonne anglais, rappelant que le monde de la « Finance » est sous ordre anglo-saxon.
L'entreprise est reconnue comme la première fintech dans le secteur du digital banking au Gabon. L'histoire de cette compagnie africaine commence avec le retour gagnant sur le continent de son fondateur qui a lancé en juin 2011 à Libreville au Gabon son entreprise en commençant dans le secteur du change et le transfert de fonds avant de s'investir entièrement dans le digital.
En octobre 2013, après avoir breveté ses solutions et concepts, elle lance la marque e-Doley Cash.

## Activité
Dès 2011, l'entreprise a pris le départ en démarrant par les activités de change et de transfert de fonds. 
Trois ans plus tard, elle a affiché un chiffre d'affaires de 2 milliards de F CFA (3 millions d’euros) pour un volume d’affaires de 12 milliards de F CFA. Elle dispose de deux agences à Libreville où elle emploie une douzaine de salariés.
Oxford Business Group a rapporté qu'en 2015 la société a lancé une plateforme de services financiers, e-Doley Cash, une filiale qui lui a permis de se diversifier dans les activités dans le secteur de l'économie digitale notamment la banque mobile (retrait et transfert d’argent par téléphone, paiement de factures par smartphone…).
Pour mener à bien sa diversification, elle s'est entourée de partenaires de renom dont son partenaire technique français, Wonderbank, spécialisé dans la conception de solutions de paiement par téléphone sans contact.
Dans le but d'apporter un soutien d’envergure aux acteurs les plus représentatifs du secteur entrepreneurial, e-Doley a introduit la BMCE Bank en quête de nouveaux partenaires au Gabon dans le cadre des tournées qu’effectuent les équipes l’African Entrepreneurship Award qui récompense les projets dont l’impact social et durable est facilement mesurable dans les domaines de l’éducation, l’environnement.